# Elisavet Mystakidou
Elisavet Mystakidou (in greco Ελισάβετ Μυστακίδου?; Giannitsa, 14 agosto 1977) è una taekwondoka greca.

## Palmarès

### Giochi olimpici
- Argento a Atene 2004

### Mondiali di taekwondo
- Bronzo a Campionati mondiali di taekwondo 1993
- Bronzo a Campionati mondiali di taekwondo 2001
- Bronzo a Campionati mondiali di taekwondo 2003

### Europei di taekwondo
- Oro a Campionati europei di taekwondo 2000
- Argento a Campionati europei di taekwondo 2002